# The Vicar of Bray
The Vicar of Bray è un film del 1937 diretto da Henry Edwards.

## Trama
In Irlanda, il vicario di Bray protegge con successo i suoi parrocchiani dai pericoli della guerra civile inglese, adottando un approccio diplomatico alla questione e ottenendo il perdono per dei ribelli moderati al momento della restaurazione della monarchia.

## Produzione
Il film fu prodotto dalla Julius Hagen Productions e dalla De Wolfe Music. Venne girato nei Riverside Studios di Hammersmith (Londra).

## Distribuzione
Distribuito dalla Associated British Film Distributors (ABFD), il film venne presentato in prima a Londra il 9 maggio 1937.